# 2018년 KBL 드래프트
2018 프로농구 신인 지명회의(2018 KBL Draft)는 2018년 11월 26일 오후 3시 잠실학생체육관에서 열렸다.

## 지명 방식
- 1~8순위 추첨은 지난시즌 3~10위팀을 대상으로 한다.
- 2라운드부터는 지명순서의 역순으로 지명한다.

| 지명순위 | 1  | 2   | 3          | 4  | 5      | 6        | 7    | 8   | 9  | 10 |
| -------- | -- | --- | ---------- | -- | ------ | -------- | ---- | --- | -- | -- |
| 팀       | KT | KGC | 현대모비스 | LG | 오리온 | 전자랜드 | 삼성 | KCC | DB | SK |

## 드래프트 결과
- 일반 참가 선수는 출신교를 따로 표기하지 않았음.

| 지명 순위 | kt              | KGC                | 현대모비스          | LG              | 오리온              | 전자랜드        | 삼성                 | KCC             | DB              | SK              |
| --------- | --------------- | ------------------ | ------------------- | --------------- | ------------------- | --------------- | -------------------- | --------------- | --------------- | --------------- |
| 1         | 박준영 (고려대) | 변준형 (동국대)    | 서명진 (부산중앙고) | 김준형 (고려대) | 조한진 (동해규슈대) | 전현우 (고려대) | 김한솔 (상명대)      | 권시현 (단국대) | 서현석 (건국대) | 우동현 (명지대) |
| 지명 순위 | SK              | DB                 | KCC                 | 삼성            | 전자랜드            | 오리온          | LG                   | 현대모비스      | KGC             | kt              |
| 2         | 장태빈 (고려대) | 원종훈 (단국대)    | 미지명              | 미지명          | 미지명              | 미지명          | 김성민 (상명대)      | 미지명          | 미지명          | 미지명          |
| 지명 순위 | kt              | KGC                | 현대모비스          | LG              | 오리온              | 전자랜드        | 삼성                 | KCC             | DB              | SK              |
| 3         | 정진욱 (상명대) | 홍석민 (동국대 졸) | 천재민 (연세대)     | 미지명          | 강병현 (중앙대)     | 권성진 (경희대) | 강바일 (중앙대 중퇴) | 임정헌 (명지대) | 미지명          | 미지명          |
| 지명 순위 | SK              | DB                 | KCC                 | 삼성            | 전자랜드            | 오리온          | LG                   | 현대모비스      | KGC             | kt              |
| 4         | 미지명          | 미지명             | 미지명              | 미지명          | 미지명              | 미지명          | 미지명               | 미지명          | 미지명          | 이상민 (조선대) |

## 드래프트 화제
- 이번 드래프트는 역대급 흉년이라고 할 정도로 전 포지션에 걸쳐 흉작이라고 한다.
- 주변에서는 2라운드에서 패스가 많이 나올것이라고 한다.
- 3라운드에서 고양 오리온 오리온스의 지명을 받은 강병현은 창원 LG 세이커스의 강병현과 동명이인이며, 출신학교와 포지션까지 같다.
- 4라운드 부산 kt 소닉붐의 지명을 받은 조선대학교의 이상민은 현 서울 삼성 썬더스의 감독이자 KBL의 레전드인 이상민 감독과 이름이 같다.
- 46명의 지명대상자중 21명이 지명 받으면서 45.6%의 지명률을 보였다.
- 일반인 참가자는 9명중 3명이 지명받았다.
- 1라운드 3순위로 지명받은 서명진은 고교졸업예정선수로 KBL 소속 농구 선수 중 최연소 선수이다.
- 지명식이 끝난 후 부산 kt 소닉붐과 안양 KGC인삼공사의 트레이드가 있었다. 박지훈과 한희원, 김윤태를 주고받는 트레이드였는데, 후에 기사에서는 부산 kt 소닉붐이 1라운드 1순위로 변준형를 지명하지 않는 조건도 포함되어 있었다고 한다.

## 미디어
- KBS 《다큐멘터리 3일》 (705회, 2018.12.9)